# Wołczaste
Wołczaste – część wsi Cieplice, położone w Polsce w województwie podkarpackim, w powiecie przeworskim, w gminie Adamówka.
W latach 1975–1998 część wsi administracyjnie należała do województwa przemyskiego.